# A Woman of the Sea
A Woman of the Sea (ou The Sea Gull), é um filme mudo de 1926, que nunca foi terminado e lançado. Foi produzido por Charles Chaplin e dirigido por Josef von Sternberg.

## Produção
O filme esteve em processo de produção durante seis meses. Já as filmagens, foram apenas em três meses e na maioria das vezes, ocorreram no estúdio de Chaplin. No vigésimo dia, o filme foi gravado em Monterrey e em Carmel, na Califórnia.
Chaplin produziu o filme e quem foi escalada para protagonizá-lo foi Edna Purviance. Na direção, ficou Josef von Sternberg, cujo filme anterior chamado The Salvation Hunters de 1924 tinha impressionado bastante Chaplin. Este foi o único filme em que Chaplin somente produziu e não dirigiu. Mas de fato, seu envolvimento com a produção foi mínima, devido aos grandes problemas que seu outro filme, The Circus estava causando para ele na época. Foi o último filme de produção americana, a ser protagonizada por Edna Purviance.
Por último, Chaplin nunca aprovou a realização do filme, e este nunca foi sequer mostrado em público. Alguns sócios de Chaplin que tinham visto o filme, declararam alguns anos depois que este não era um filme comercial e nem viável para isso.
Por pressão da International Revenue Service, os negativos do filme foram queimados em Junho de 1933.
Boatos diziam que havia uma cópia no arquivo pessoal de Chaplin ainda no final da década de 1930, mas nenhuma cópia em seu arquivo está disponível atualmente.
Em 2005, foram descobertos fotos de produção do filme jamais vistas no arquivo pessoal de Purviance. Exceto por algumas imagens em cores e algumas palavras em livros ao longo dos anos, nunca se tinha descoberto nada sobre o filme.
Sobre o título original do filme, The Sea Gull, outras informações sobre o processo e fotos de produção foram publicadas em 2008.